# Седиментне стене
Седиментне или таложне стене (лат. sedimentare – „таложити“) су настале од продуката хемијске и механичке прераде раније створених магматских, старијих седиментних и метаморфних стена. Јављају се у виду наслага (слојева) насталих деловањем воде, леда и ветра, таложењем као резултатом биолошке активности те таложењем из раствора. Седиментне стене укључују уобичајене стене као што су креда, кречњак и шкриљац. Прекривају 75 % копнене површине Земље.
Да би дошло до формирања седиментне стене неопходно је да се испуне следећи услови: површинско распадање стена, транспорт материјала насталог распадањем стена, таложење (седиментација) транспортованог материјала, и дијагенеза (литификација, очвршћавање) наталоженог материјала. Настанак седиментних стена је на ниским температурама, најчешће 0–25 °C, а ређе настају и на нижим и вишим температурама, и ниским притисцима, од 1 bar до неколико стотина бара.

## Постанак
Седиментне стене настају због преоптерећења како се честице седимента таложе из ваздуха, леда, ветра или водених токова. Како таложење седимента напредује, литостатски притисак га притиска у услојену чврсту масу литификације (настанка стене) при чему се истискује флуид којим је донесена. Дијагенеза је назив који се користи за описивање свих хемијских, физичких и биолошких промена, укључујући и цементацију, кроз које пролази седимент након таложења кроз своју литификацију, без обзира на површинско трошење.
Седиментне стене су посложене у слојеве. Сваки нови слој се полаже водоравно на старији у процесу званом суперпозиција. Обично постоје празнине у следу које се називају дискорданције. Оне представљају раздобља у којима није долазило до таложења или у којима су старији слојеви били издигнути изнад нивоа мора и еродирани.
Седиментне стене садрже важне податке о историји Земље. У њима су сачувани фосили из којих се може сазнати о развоју живота, а који се не могу наћи у магматским или метаморфним стенама, јер притисци и температуре на којима се формирају уништавају фосилне остатке. Из седиментних стена такође се може сазнати о окружењима у којима су се таложиле.
Оне прекривају велики део Земљине коре, али је њихов укупни удео процењен на свега 5 %, што значи да представљају само танку пресвлаку преко коре која се састоји углавном од магматских и метаморфних стена.

## Подела седиментних стена
Подела седиментних стена се може вршити на основу више критеријума:
- На основу начина постанка (генезе)
  - кластичне седиментне стене или механичке седиментне стене, настају таложењем минерала различитог састава и величине эрна. У њих спадају шљунковите и песковите стене.
  - хемијске седиментне стене (се образују излучивањем и таложењем разних соли које се налазе растворени у води).
  - органогене седиментне стене (садрже фосилне остатке биљака и животиња)
- На основу дијагенетских карактеристика (степена литификације)
  - невезане
  - полувезане
  - везане
- На основу гранулометријских карактеристика и састава
  - псефити
  - псамити
  - алеврити
  - пелити

Изучавањем услова стварања седиментних стена бави се седиментологија, док се проучавањем ове врсте стена бави петрологија седиментних стена. Примери седиментних стена: песак, пешчар, карбонатне стене, глиновите стене, каустобиолити (стене које су запаљиве) нпр. нафта, асфалт, угљеви...

### Кластичне
Кластичне седиментне стене грађене су од дискретних фрагмената или класта минерала насталих из других стена, који се налазе у матриксу. Углавном се састоје од кварца с неким уобичајеним минералима укључујући мусковит, фелдспате, амфиболе, минерале глина и понекад егзотичније минерале из магматских и метаморфних стена.
Могу се разматрати с обзиром на величину зрна, са шкриљцем као најфинијим с честицама мањим од 0,004 mm, нешто већим силтом (од 0,004 до 0,063 mm), пешчењаком (од 0,063 до 2 mm) те валутичњаком (конгломератом) и кршником (бречом) као најкрупнијим са зрнима од 2 до 256 mm. Разлика између брече и конгломерата је у томе што бреча има оштра зрна, док конгломерат има заобљена зрна што упућује на закључак да се седимент дуже транспортован. Аренит је назив за седиментну стену са зрнима величине песка.
Подела кластичних стена је сложена због утицаја много варијабли. У обзир морају бити узети величина зрна (укључујући и просечну величину и распон величина зрна), састав зрна, цемент и матрикс (назив за мање честице присутне у простору између зрна). Шкриљци, који се већином састоје од минерала глина, генерално су подељени на темељу састава и начина на који су услојени.
Крупнозрнате кластичне стене су подељене с обзиром на састав и величину зрна. Ортокварцит је врло чист кварцни пешчењак, аркоз је пешчењак с кварцом и великом количином фелдспата, граувака је пешчењак с кварцом, минералима глина, фелдспатима и фрагментима метаморфних стена који су формирани из седимената ношених турбидитним струјама.
Све стене се разграђују врло споро због механичког и хемијског трошења.
Механичко трошење је разарање стене на мање честице без узроковања промена у хемијском саставу минерала у дотичној стени. Један од најважнијих агенса механичког трошења је лед. Вода улази у пукотине и расцепе у стени, заледи се и шири. Сила узрокована експанзијом довољна је за повећање пукотина и сламање делова стене. Загрејавање и хлађење стене такође резултира ширењем и скупљањем, што потпомаже процес. Механичко трошење доприноси даљњем сламању стене повећањем површинског подручја које је изложено хемијском трошењу.
Хемијско трошење је уситњавање стене хемијским реакцијама. У овоме процесу минерали у стени су измењени су честице које врло лако могу бити однесене. Ваздух и вода су такође укључени у многе комплексне хемијске реакције. Минерали у магматским стенама могу бити нестабилни при нормалним атмосферским условима. Врло често су нападнути водом, посебно киселим или алкалним растворима, и сви уобичајени минерали који формирају магматске стене (кварц је изузетак, јер је врло отпоран) су на овај начин измењени у минерале глина.
Честице стена даље се транспортују агенсима ерозије (обично водом, ређе ледом и ветром) на нова места где су наново таложени у слојеве, генерално на нижим надморским висинама. Приликом транспорта се смањује величина честице те се сортирају по величини. Седименти донесени потоцима и рекама чине алувијалне лепезе, наплавне равнице, делте, а могу бити исталожени и на језерском или океанском дну. Ледењаци транспортују и таложе велике количине обично несортираног материјала као што је тил.
Исталожене честице на крају се збијају и цементирају, формирајући кластичне седиментне стене. Такве стене садрже инертне минерале који су отпорни на механичко и хемијско трошење као што су кварц, циркон, рутил и магнетит. Кварц је један од механички и хемијски најотпорнијих минерала.

### Биохемијске
Биохемијске седиментне стене састоје се од материјала произведених живим организмима, па укључују карбонатне минерале створене деловањем организама попут корала, мекушаца и фораминифера, који прекривају океанско дно с наслагама калцита који касније може формирати кречњак. Угаљ је такође биохемијска седиментна стена.
Најчешћа биогена седиментна стена на Балкану је Кречњак.

### Хемијске
Хемијске седиментне стене се формирају преципитацијом, тј. излучивањем из засићеног воденог раствора, а деле се на неевапоритне (карбонатне, силицијске и фосфатне) те евапоритне (гипс, анхидрит и халит). Међутим, како се често не могу обичним петрографским микроскопом разликовати биохемијске и хемијске седиментне стене, из практичних разлога се сврставају у исту категорију.